# Трансфер на технологии
Трансфер на технологии или технологичен трансфер е процес на споделяне на умения, знания, технологии, методи на производство, образци от производството и съоръжения между правителствата и други институции, за да се гарантира, че научното и технологичното развитие са достъпни за широк кръг от потребители, които могат да доразвият и експлоатират технологията в нови продукти, процеси, приложения, материали или услуги. Това е тясно свързано с (и може би може да се разглежда като раздел на) Трансфера на знания. Докато концептуално практиката е била използвана в продължение на много години (още в древността Архимед бил известен за прилагането на научни открития в практически проблеми), в наши дни обемът на научните изследвания е довел до извеждането на трансфера на технологии като индивидуална подобласт на различните дисциплини.
|  | Тази страница частично или изцяло представлява превод на страницата Technology transfer в Уикипедия на английски. Оригиналният текст, както и този превод, са защитени от Лиценза „Криейтив Комънс – Признание – Споделяне на споделеното“, а за съдържание, създадено преди юни 2009 година – от Лиценза за свободна документация на ГНУ. Прегледайте историята на редакциите на оригиналната страница, както и на преводната страница, за да видите списъка на съавторите. ВАЖНО: Този шаблон се отнася единствено до авторските права върху съдържанието на статията. Добавянето му не отменя изискването да се посочват конкретни източници на твърденията, които да бъдат благонадеждни. |